# Habitatge al carrer del Fort, 30 (Artés)
L'habitatge al carrer del Fort, 30, d'Artés (Bages), és una obra inclosa en l'Inventari del Patrimoni Arquitectònic de Catalunya.

## Descripció
És una construcció civil, un habitatge unifamiliar construït al segle xviii dins el recinte urbà d'Artés. Aprofitant el desnivell del terreny que es força acusat la façana de llevant i ponent formen angle recte amb el carrer Padró un dels més antics de la vila, i el carrer que comunica amb la plaça major o vella. Amb els desnivells es configuren tres piso(baixos, primer i superior o golfes) amb obertures molt irregulars distribuïdes per les dues façanes.

## Història
La casa és una construcció del segle XVIII; la llinda de la porta principal, a la façana de llevant porta la data de 1770. És una de les cases que ajudà a configurar els carrers antics de la vila d'Artés, carrers que s'anaven formant des de la plaça Major (amb el castell i l'església) i que portaven a les zones més planeres que avui és el centre de la vila.
Anomenat abans carrer del Pedró o Padró, és documentat des del 1555, any en què el poble d'Artés tenia 31 famílies distribuïdes pels carrers del portal de Santa Maria, del portal del Salavert, carrer del Fort, i plaça i carrer del Pedró. En aquest carrer fou alçat l'antic i vell hospital de la vila al segle xviii i una inscripció a la façana del número 13 ens explica que el diputat Rocafort feu empedrar el carrer del Pedró.